# So digital
El procés de lectura del so digital és similar al del dispositiu d'imatge, que llegeix punt a punt dels valors de brillantor i contrast, tenint en compte que com més densitat de punts més qualitat d'imatge (alta resolució). 

## El mostratge
Quan s'interpreta el senyal, es produeix un mostratge, és a dir, s'agafen mostres d'aquest so per “traduir-lo” a digital. És clar que si s'agafen més mostres, la fidelitat del so respecte a l'original serà major, per tant tindrà més qualitat. Això s'anomena freqüència de mostratge. Com que un hertz és un cicle per segon, la freqüència d'una captura en hertzs representa el nombre de captures que realitzem en un segon.
Així doncs, una freqüència de mostratge de 20 kHz farà 20.000 captures de punts cada segon. L'oïda humana és capaç de captar 44.000 sons per segon, és a dir 44 kHz. Per tant, perquè un so digital tingui suficient qualitat s'haurà de basar en una freqüència semblant.
Però a l'hora de capturar el so, per poder-lo reproduir en un equip informàtic, caldrà enviar una sèrie d'impulsos o posicions als altaveus perquè creïn el so a partir d'ells. Aquests impulsos no són més que vibracions de les membranes dels altaveus que transformen el so digital de nou en alguna cosa física i, per tant, analògica. 
Com més posicions d'informació s'enviïn als altaveus, més qualitat tindrà el so reproduït. Això s'anomena resolució en so: el nombre de bits d'un so digital com el nombre d'impulsos d'informació (posicions) que s'envien als altaveus per a la transformació d'aquests en ones analògiques. 
Com a dada de referència, els CD actuals estan basats en so gravat a 44 kHZ i amb una mida de mostra de 16 bits. Aquestes mesures es coneixen amb el nom de so de qualitat CD.

## Mostrejador
El mostrejador és un aparell dotat d'una memòria que permet mostrejar i enregistrar un so real en format digital, que després es pot reproduir.
Les gravacions d'aquest dispositiu se solen reproduir en un teclat MIDI, que significa que s'enregistra un bucle o seqüència de so (per exemple en el ritme d'una bateria, que pots trobar a Internet) i s'assigna a una tecla del sintetitzador. Quan es prem aquesta tecla, el resultat és la repetició de la seqüència, però assignant-li una intensitat que depèn de la pressió exercida sobre ella.
Una excepció al so descrit anteriorment, que podem denominar “de dades de so” és el so sintetitzat, en el qual no es fa cap captura d'ones sonores reals, sinó que és so totalment digital, generat directament a l'equip informàtic per un reproductor digital conegut amb el nom de MIDI (Music Instrument Digital Interface).